# Ингигерда
Ингиге́рда (швед. Ingegerd Olofsdotter, на Руси Ирина, ин. Анна, 1001, Сигтуна, Швеция — 10 февраля 1050) — великая княгиня киевская — вторая жена великого князя киевского Ярослава Мудрого, дочь первого христианского короля Швеции Олафа Шётконунга и ободритской королевы Эстрид (Астрид, швед. Estrid), мать великих князей киевских Изяслава Ярославича, Святослава Ярославича и Всеволода Ярославича.
В Русской православной церкви почитается как Анна Новгородская, память 10 (23) февраля и 4 (17) октября (вместе с сыном благоверным князем Владимиром Ярославичем) по юлианскому календарю. В православном обряде известна также как княгиня Ирина.
Очевидно, принимала активное участие в государственных делах, особенно в связях Киевской Руси со странами Северной Европы, а также сыграла положительную роль в отношениях между Великим княжеством Киевским и Полоцким княжеством. Основала в Киеве первый женский монастырь.

## Биография
Ингигерда, принцесса Швеции, должна была выйти замуж за короля Норвегии Олафа II — в качестве гарантии мира между Швецией и Норвегией в соответствии с решением тинга в Уппсале в 1017 году. Свадьба должна была состояться осенью на границе двух государств на берегу реки Эльв. В соответствии с достигнутыми соглашениями осенью 1018 года Олаф II прибыл на границу для свидания с невестой и её отцом, но их там не оказалось. Отправленные в Швецию гонцы привезли неутешительное известие: ещё летом к Олафу Шётконунгу прибыли послы от новгородского «Конунга Ярицлейва», шведский король выдал свою дочь за будущего Киевского князя и правителя Руси Ярослава (Мудрого), сына Владимира Святославича, который княжил тогда в Новгороде. Олаф II женился на сводной сестре Ингигерды Астрид.
В Новгород Ингигерда прибыла летом 1019 года.
Судя по «Сагам об Олафе Святом» Снорри Стурлусона, по брачному договору принцесса Ингигерда получила в приданое город Альдейгаборг (до 1703 года Ладога, ныне село Старая Ладога) с прилегающими землями, которые, согласно гипотезе А. М. Шёгрена, на западе получили с тех пор название Ингрии (земли Ингигерды, по финскому произношению — «Инкеринмаа»), а посадником (ярлом) Ладоги (Альдейгаборга) по просьбе Ингигерды был назначен ярл Вестергётланда Рёгнвальд Ульвссон, её родственник по материнской линии.
В «Пряди об Эймунде» о приданом Ингигерды не упоминается, есть лишь упоминание о том, что ярл Ронгвальд владел Альдегиоборгом и остался владеть им и после заключения мирного договора между Ярославом и Брячиславом.
В Новгороде Ингигерда перешла в восточный (православный) обряд под именем Ирина (созвучным с Ингигердой).
Ингигерда была второй женой Ярослава, так как первую супругу русского князя в 1018 году захватил в плен польский король Болеслав и вместе с сёстрами Ярослава навсегда увёз в Польшу. Предположительно, именно первая жена родила Ярославу сына Илью, умершего в детстве.

## Роль в государственных делах
Вероятно, Ингигерда играла значительную роль в политике мужа и государственных делах. «Сага об Эймунде» сообщает нам, что Ярослав послал её возглавить войско, посланное им против Брячислава. Позже, оказавшись в плену, она выступила (хотя и по принуждению) миротворцем в споре между князьями Ярославом и Брячиславом, которые согласились с её решением. Ей же отводилась роль арбитра в дальнейших спорах между этими князьями.
Согласно «Саге об Эймунде», она лично вместе с ярлом Рогнвальдом, сыном Ульфа принимала участие в попытке убийства конунга Эймунда. Перед попыткой убийства Эймунд отзывался о ней так:
…— Я ей не доверяю, потому, что она умнее Конунга (Ярислейфа = Ярослава), но не хочу уклоняться от беседы с нею.

## Роль в международных отношениях
Ингигерда оказала большое влияние на отношения Руси со странами Северной Европы.
После завоевания Англии датчанами в 1016 году сыновья английского короля Эдмунда Железнобокого и племянники короля Эдуарда Исповедника английские принцы Эдуард и Эдмунд бежали сначала в Ладогу, потом в Новгород, затем в Киев к Ярославу и Ингигерде, а затем в Венгрию.

В Новгороде долго гостил её бывший жених, изгнанный норвежский король Олаф II с малолетним сыном. Как говорят, во время пребывания Олафа в Новгороде Ингигерда «имела с ним тайную любовную связь». Ингигерда убедила Олафа оставить его сына Магнуса на Руси. Принц Магнус вернулся на родину только тогда, когда княгиня убедилась, что норвежцы отдадут ему престол отца, погибшего сразу после возвращения в Норвегию в 1030 году. 

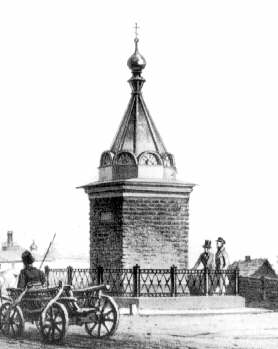
Ирининский столб, уцелевший от Ирининского монастыря в Киеве

Иногда утверждается[кем?], что она научила своих детей скандинавским языкам, и они знали саги.

## В христианстве

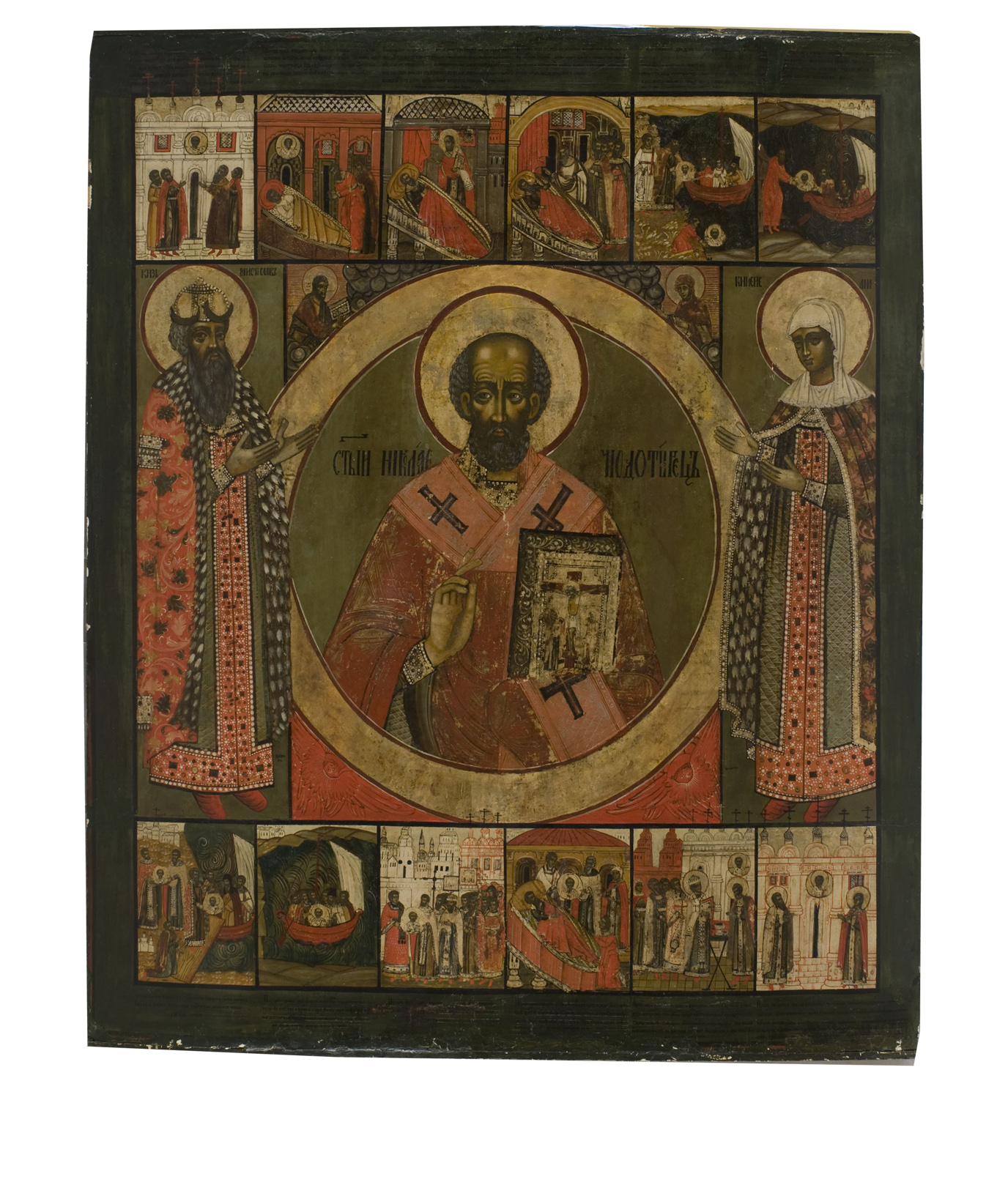
Икона «Святитель Николай Чудотворец (Дворищенский), с предстоящими благоверными князем Мстиславом и княгиней Анной Новгородскими и 12 клеймами обретения образа Святителя Николая». Первая треть XVIII века, Новгород.

Великая княгиня основала в Киеве первый женский монастырь во имя своей покровительницы — святой великомученицы Ирины и, по обычаю того времени, не только заботилась о монастыре, но и управляла им.
В 1045 году Ярослав и Ингигерда направились в Новгород из Киева на закладку Софийского собора.
По одной из версий, умерла в Новгороде 10 февраля 1050 года (или 1049—1051), а по другой:
Овдовев в 1054 году, она постриглась в монахини под именем Анна и скончалась в Новгороде 10 февраля 1056 года, приняв перед смертью схиму. Постриг Ирины-Ингигерды был первым в великокняжеском доме, с него началась традиция пострижения русских князей и княгинь после исполнения ими долга правителей народа.
Церковное почитание погребенной в новгородском Софийском соборе княгини Анны, жены князя Ярослава Мудрого, установлено в 1439 году Новгородским архиепископом Евфимием II. Она принимается за мать святого князя Владимира Ярославича. Днями её памяти стали 10 (23) февраля и 4 (17) октября. Анна — небесная покровительница Великого Новгорода.
При возвращении Церкви в 1991 году Софийского собора Новгорода мощи святой Анны вновь стали доступны для поклонения верующих.
Также существует предположение, что Ингигерда и Анна — два разных лица. Возможно, первая жена Ярослава (до 1019; вероятно, Анна) в 1018 была захвачена в Киеве в плен польским королём Болеславом Храбрым вместе с сёстрами Ярослава и навсегда увезена в Польшу или умерла около 1018 года и похоронена в новгородском Софийском соборе, а Ингигерда, мать князя Владимира Ярославича, была второй женой князя Ярослава и по этой версии похоронена в Софийском соборе Киева в одной мраморной гробнице со своим мужем, но останков Ярослава и Ингигерды там пока не обнаружено.

## Семья

### Сыновья
- Владимир Ярославич, князь новгородский.
- Изяслав I Ярославич, женился на дочери польского короля Мешко II княгине Гертруде.
- Святослав II Ярославич, от двух браков оставил 5 сыновей.
- Всеволод Ярославич, женился на греческой царевне Анастасии (по другим сведениям — Марии), от брака с которой родился князь Владимир Мономах.
- Вячеслав Ярославич, женился на германской принцессе Оде Леопольдовне, графине Штаденской.
- Игорь Ярославич, женился на германской принцессе Кунигунде, графине Орламиндской.

Происхождение жены одного из сыновей — германской принцессы Оды, дочери Леопольда, — является спорным фактом в части принадлежности к роду Штаденов (правителям Северной марки) или к Бабенбергам (правителям Австрии до Габсбургов). Спорным является и то, чьей женой была Ода — Владимира, Святослава или Вячеслава. Сегодня господствующей является точка зрения, что Ода Леопольдовна была женой Святослава и происходила из рода Бабенбергов.

### Дочери

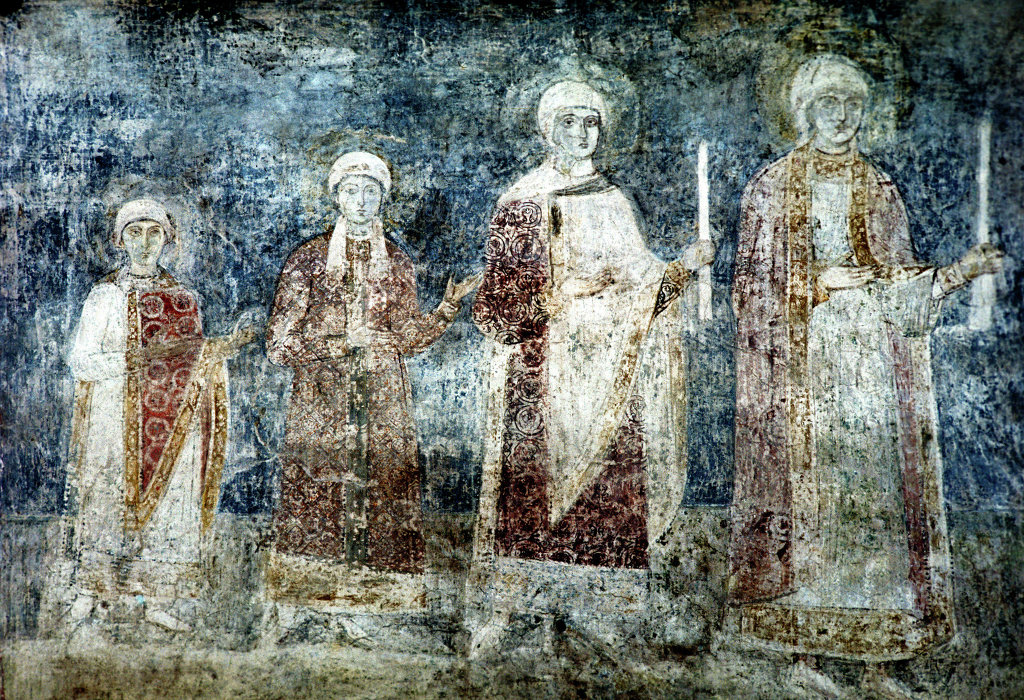
Анна, Анастасия, Елизавета и Агата

- Елизавета (в замужестве — Эллисив) стала женой норвежского короля Харальда Сурового.
- Анастасия (в замужестве — Агмунда) стала женой короля Венгрии Андраша I.
- Анна, вышла замуж за короля Франции Генриха I[16]. Во Франции она стала известна как Анна (Агнесса) Киевская и Анна (Агнесса) Русская.
- по одной из версий, Агата (Агафья) Киевская.

### Спорные вопросы генеалогии
- см. подробнее роде Рюриковичей.

## Образ Ингигерды в кино
- Ярослав Мудрый (1981; СССР) режиссёр Григорий Кохан, в роли Ингигерды Людмила Смородина.